# Église Saint-Amand de Donnement
L'église Saint-Amand est une église située à Donnement, en France.

## Description
|  |  |  |

## Localisation
L'église est située sur la commune de Donnement, dans le département français de l'Aube.

## Historique
L'édifice est inscrit au titre des monuments historiques en 1987.